# Obereisenhausen
Obereisenhausen (mundartlich Uwweraisehause) ist ein Dorf im Hessischen Hinterland und als solches ein Ortsteil der Gemeinde Steffenberg im mittelhessischen Landkreis Marburg-Biedenkopf.

## Geschichte
Erstmals urkundlich erwähnt wurde der Ort 1103 als Sitz der Kirche.
Es gab in Richtung Holzhausen ehemals einen Diabas-Steinbruch. Dieser ist jedoch nicht mehr in Betrieb.
Die Statistisch-topographisch-historische Beschreibung des Großherzogthums Hessen berichtet 1830 über Obereisenhausen:

„Obereisenhausen (L. Bez. Gladenbach) evangel. Pfarrdorf; liegt an der Perf, 2 1⁄2 St. von Gladenbach, und gehört dem Freiherrn von Breidenstein. Man findet 36 Häuser und 245 evangelische Einwohner, so wie 1 Kirche und 2 Mahlmühlen mit 1 Oelmühle. In frühern Zeiten kommt der Ort unter dem Namen Yssenhussen superior vor. Schon 1654 wurde hier eine Erzanzeige gemacht. Bis auf die neuesten Zeiten wurde bei Obereisenhausen unter freiem Himmel das sogenannte siebenjährige Gericht gehalten, bei welchem alle die landgräfliche Leibeigene, die eine ungenossene, d. i. adelige Leibeigene, geheurathet hatten, bestraft wurden. Zu diesem Gerichte gehörten, außer Obereisenhausen, auch Niedereisenhausen und Steinperf.“

### Gebietsreform
Am 1. April 1972 wurde Obereisenhausen im Zuge der Gebietsreform in Hessen in die neu geschaffene Gemeinde Steffenberg eingegliedert.

### Territorialgeschichte und Verwaltung im Überblick
Die folgende Liste zeigt im Überblick die Territorien, in denen Obereisenhausen lag, bzw. die Verwaltungseinheiten, denen es unterstand:
- 1327 und später: Gericht Eisenhausen, das 1630 und später dem Grund Breidenbach zugerechnet wird
- vor 1567: Heiliges Römisches Reich, Landgrafschaft Hessen, Amt Blankenstein, Grund Breidenbach
- ab 1567: Heiliges Römisches Reich, Landgrafschaft Hessen-Marburg, Amt Blankenstein, Grund Breidenbach[7]
- 1604–1648: strittig zwischen Hessen-Kassel und Hessen-Darmstadt (Hessenkrieg)
- ab 1604: Heiliges Römisches Reich, Landgrafschaft Hessen-Kassel, Amt Blankenstein, Grund Breidenbach
- ab 1627: Heiliges Römisches Reich, Landgrafschaft Hessen-Darmstadt, Oberfürstentum Hessen, Amt Blankenstein, Grund Breidenbach[8]
- ab 1806: Rheinbund, Großherzogtum Hessen, Oberfürstentum Hessen, Amt Blankenstein, Grund Breidenbach, Gericht Breitenbach[9][10]
- ab 1815: Deutscher Bund, Großherzogtum Hessen, Provinz Oberhessen, Amt Blankenstein, Grund Breidenbach[11]
- ab 1821: Deutscher Bund, Großherzogtum Hessen, Provinz Oberhessen, Landratsbezirk Battenberg[Anm. 1]
- ab 1832: Deutscher Bund, Großherzogtum Hessen, Provinz Oberhessen, Kreis Biedenkopf
- ab 1848: Deutscher Bund, Großherzogtum Hessen, Regierungsbezirk Biedenkopf
- ab 1852: Deutscher Bund, Großherzogtum Hessen, Provinz Oberhessen, Kreis Biedenkopf
- ab 1867: Norddeutscher Bund, Königreich Preußen, Provinz Hessen-Nassau, Regierungsbezirk Wiesbaden, Kreis Biedenkopf (übergangsweise Hinterlandkreis)[8]
- ab 1871: Deutsches Reich, Königreich Preußen, Provinz Hessen-Nassau, Regierungsbezirk Wiesbaden, Kreis Biedenkopf
- ab 1918: Deutsches Reich, Freistaat Preußen, Provinz Hessen-Nassau, Regierungsbezirk Wiesbaden, Kreis Biedenkopf
- ab 1932: Deutsches Reich, Freistaat Preußen, Provinz Hessen-Nassau, Regierungsbezirk Wiesbaden, Kreis Dillenburg
- ab 1933: Deutsches Reich, Freistaat Preußen, Provinz Hessen-Nassau, Regierungsbezirk Wiesbaden, Kreis Biedenkopf
- ab 1944: Deutsches Reich, Freistaat Preußen, Provinz Nassau, Landkreis Biedenkopf
- ab 1945: Amerikanische Besatzungszone, Groß-Hessen, Regierungsbezirk Wiesbaden, Landkreis Biedenkopf
- ab 1949: Bundesrepublik Deutschland, Land Hessen (seit 1946), Regierungsbezirk Wiesbaden, Landkreis Biedenkopf
- ab 1968: Bundesrepublik Deutschland, Land Hessen, Regierungsbezirk Darmstadt, Landkreis Biedenkopf
- ab 1974: Bundesrepublik Deutschland, Land Hessen, Regierungsbezirk Kassel, Landkreis Marburg-Biedenkopf
- am 1. April 1973 wurde Obereisenhausen als Ortsteil in die Gemeinde Steffenberg eingegliedert
- ab 1981: Bundesrepublik Deutschland, Land Hessen, Regierungsbezirk Gießen, Landkreis Marburg-Biedenkopf

### Bevölkerung

#### Einwohnerentwicklung
Quelle: Historisches Ortslexikon
| • 1577: | 018 Hausgesesse                                                            |
| • 1630: | 012 Hausgesesse (3 zweispännige, 7 einspännige Ackerländer, 2 Einläuftige) |
| • 1677: | 009 Männer, 1 Jungmannschaften, 2 ledige Mannschaften                      |
| • 1742: | 034 Haushalte                                                              |
| • 1791: | 134 Einwohner                                                              |
| • 1800: | 174 Einwohner                                                              |
| • 1806: | 204 Einwohner, 33 Häuser                                                   |
| • 1829: | 245 Einwohner, 36 Häuser                                                   |

| Steinperf: Einwohnerzahlen von 1791 bis 2011 | Steinperf: Einwohnerzahlen von 1791 bis 2011 | Steinperf: Einwohnerzahlen von 1791 bis 2011 | Steinperf: Einwohnerzahlen von 1791 bis 2011 | Steinperf: Einwohnerzahlen von 1791 bis 2011 |
| --- | -------------------------------------------- | -------------------------------------------- | -------------------------------------------- | -------------------------------------------- |
| Jahr |                                              |                                              |                                              | Einwohner                                    |
| 1791 | 1791                                         |                                              | 134                                          | 134                                          |
| 1800 | 1800                                         |                                              | 174                                          | 174                                          |
| 1806 | 1806                                         |                                              | 204                                          | 204                                          |
| 1829 | 1829                                         |                                              | 245                                          | 245                                          |
| 1834 | 1834                                         |                                              | 245                                          | 245                                          |
| 1840 | 1840                                         |                                              | 263                                          | 263                                          |
| 1846 | 1846                                         |                                              | 253                                          | 253                                          |
| 1852 | 1852                                         |                                              | 279                                          | 279                                          |
| 1858 | 1858                                         |                                              | 283                                          | 283                                          |
| 1864 | 1864                                         |                                              | 260                                          | 260                                          |
| 1871 | 1871                                         |                                              | 262                                          | 262                                          |
| 1875 | 1875                                         |                                              | 312                                          | 312                                          |
| 1885 | 1885                                         |                                              | 254                                          | 254                                          |
| 1895 | 1895                                         |                                              | 280                                          | 280                                          |
| 1905 | 1905                                         |                                              | 283                                          | 283                                          |
| 1910 | 1910                                         |                                              | 266                                          | 266                                          |
| 1925 | 1925                                         |                                              | 352                                          | 352                                          |
| 1939 | 1939                                         |                                              | 366                                          | 366                                          |
| 1946 | 1946                                         |                                              | 512                                          | 512                                          |
| 1950 | 1950                                         |                                              | 504                                          | 504                                          |
| 1956 | 1956                                         |                                              | 448                                          | 448                                          |
| 1961 | 1961                                         |                                              | 431                                          | 431                                          |
| 1967 | 1967                                         |                                              | 466                                          | 466                                          |
| 1980 | 1980                                         |                                              | ?                                            | ?                                            |
| 1990 | 1990                                         |                                              | ?                                            | ?                                            |
| 2000 | 2000                                         |                                              | ?                                            | ?                                            |
| 2011 | 2011                                         |                                              | 528                                          | 528                                          |
| Datenquelle: Historisches Gemeindeverzeichnis für Hessen: Die Bevölkerung der Gemeinden 1834 bis 1967. Wiesbaden: Hessisches Statistisches Landesamt, 1968. Weitere Quellen: ; Zensus 2011 |                                              |                                              |                                              |                                              |

#### Religionszugehörigkeit
Quelle: Historisches Ortslexikon
| • 1829: | 245 evangelische (= 100 %) Einwohner                                                      |
| • 1885: | 245 evangelische, einen katholischen und 7 andere Christen, sowie einen anderen Einwohner |
| • 1961: | 357 evangelische (= 82,83 %), 49 katholische (= 11,37 %) Einwohner                        |

#### Erwerbstätigkeit
Quelle: Historisches Ortslexikon
| • 1867: | Erwerbspersonen: 60 Landwirtschaft, vier Verkehr, eine Erziehung und Unterricht, eine Kirche und Gottesdienst, eine Gemeindeverwaltung |
| • 1961: | Erwerbspersonen: 65 Land- und Forstwirtschaft, 123 produzierendes Gewerbe, 29 Handel und Verkehr, 11 Dienstleistungen und Sonstiges.   |

## Wappen
Am 26. April 1957 genehmigte der Hessische Minister des Innern das Wappen mit folgender Beschreibung:
| Wappen von Obereisenhausen | Blasonierung: „Im blauen Schild eine silberne Rose mit goldenen Kelchblättern und rot gefassten goldenen Butzen.“ |
| Wappen von Obereisenhausen | |

## Sehenswürdigkeiten
- Evangelische Kirche
- Historischer Ortsbrunnen in der Ortsmitte
- Dorfmuseum im Dorfgemeinschaftshaus
- Backhaus, das noch regelmäßig von der Brauchtumsgruppe im Ort genutzt wird
- Streuobstwiese mit mehr als 80 Birnensorten